# 전자총

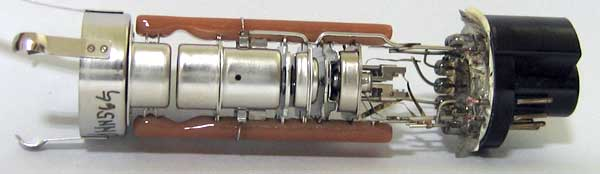
브라운관의 전자총

전자총 (electron-gun, e-gun)은 고체내의 전자를 고온 및 강한 전기장에 의해 공간에 방출시키고, 이것을 전기장에 의해 가속시키고, 동시에 전자 렌즈에 의해 전자선 빔의 형태로 수렴시키면서 브라운관 등의 형광체 등에 조사하는 장치이다.

## 종류

### 열전자 방출형
열전자 방출형에서는 고체내에서 전자를 공간 내에 방출하는 전자원(電子源, 이미터 또는 음극)을 열 에너지를 이용하여 방출시킨다. 저렴하고 안정적인 전자원을 제공하기 때문에 브라운관 등에 널리 이용되고 있다. 가열에 의하여 아웃 가스의 흡착이 적고, 수명이 길고 안정적인 전자선 방출이 이루어진다. 
열전자 원으로는 텅스텐과 육붕소 란타늄(LaB6) 등으로 제조되는 필라멘트가 사용된다.
열전자 방출을 쉽게하기 위해 쇼트키 효과를 이용한 것이 전자 현미경이나 전자선 리소그래피 등에 이용되고있다.

### 전계 방출(FE) 형
전계 방출형(Field Emission)는 강한 전기장에 의해 고체 표면 근방의 전위 장벽을 얇게 하여 양자 역학적 터널 효과를 이용하여 전자를 공간으로 방출시킨다. 미세한 전자원(점 전자 원)을 얻기 쉽고, 높은 전류 밀도를 얻을 수 있으므로, 고분해능 전자 현미경이나 전자선 리소그래피 장치 등에 이용되고 있다. 

## 같이 보기
- 광학